# Adalia (Valladolid)
Adalia ist ein Ort und eine spanische Gemeinde mit 50 Einwohnern (Stand: 2024) in der Provinz Valladolid der Region Kastilien-León.

## Lage
Der Ort Adalia liegt in der Iberischen Meseta gut 40 km (Fahrtstrecke) westlich von Valladolid bzw. gut 52 km nordwestlich von Medina del Campo in einer Höhe von ca. 775 m ü. d. M. Das Klima im Winter ist kalt, im Sommer dagegen warm bis heiß; der spärliche Regen (ca. 400 mm/Jahr) fällt verteilt übers ganze Jahr.

## Bevölkerungsentwicklung
| Jahr      | 1842  | 1900 | 1950 | 2000 | 2016 |
| Einwohner | k. A. | 332  | 286  | 88   | 59   |

Der kontinuierliche Bevölkerungsrückgang im 20. Jahrhundert ist im Wesentlichen auf die Mechanisierung der Landwirtschaft zurückzuführen.

## Wirtschaft
Die Einwohner lebten jahrhundertelang hauptsächlich als Selbstversorger von der Landwirtschaft, zu der auch ein wenig Viehzucht (Schafe, Ziegen, Hühner) und in geringem Umfang auch der Weinbau gehörte. Erwirtschaftete Überschüsse konnten wegen der großen Entfernungen zu den städtischen Märkten nur schwer verkauft werden.

## Geschichte
Im 8. Jahrhundert wurde das Gebiet von den Mauren erobert, doch bereits im 9. Jahrhundert eroberten asturisch-leonesische Heere die Gebiete nördlich des Duero zurück (reconquista). Ende des 10. Jahrhunderts machte der maurische Heerführer Almansor die christlichen Erfolge vorübergehend wieder zunichte. Im 11. Jahrhundert dehnte das Königreich León sein Herrschaftsgebiet erneut bis zur Duero-Grenze aus; auch der Ort Andella (alter Ortsname) gehörte dazu. Nach vorangegangenen Versuchen vereinigte sich León im Jahr 1230 endgültig mit dem Königreich Kastilien. Seine Blütezeit erlebte der Ort im ausgehenden Mittelalter und in der frühen Neuzeit, als er jeweils zur Hälfte zum Bistum Palencia und zum Johanniterorden gehörte.

## Sehenswürdigkeiten
- Das Erdgeschoss der alten Häuser ist meist aus Bruchsteinen erbaut, das Obergeschoss besteht manchmal noch aus Lehmziegeln.
- Die Iglesia del Salvador ist die Pfarrkirche des Ortes. Sie wurde im 16. Jahrhundert an der Stelle einer romanischen Kirche errichtet und hat einen zweigeteilten Glockengiebel sowie einen nachträglich hinzugefügten Portikus (portico oder galería porticada) auf der Südseite. Ihr Inneres ist dreischiffig; das Altarretabel stammt aus dem 16. Jahrhundert. Weitere Schnitzfiguren des 15. bis 18. Jahrhunderts schmücken die Wände.[6]
- Die kleine Einsiedlerkirche (ermíta) der Nuestra Señora de las Viñas steht inmitten der ehemaligen Weinfelder.[7]